# ځ
Dze ou ze ‹ ځ › est une lettre additionnelle de l’alphabet arabe utilisée dans l’écriture du gawar-bati, de l’ormuri et du pachto.

## Utilisation
Dans l’écriture du pachto, ‹ ځ › représente une consonne affriquée alvéolaire voisée [dz] ou consonne fricative alvéolaire voisée [z],. Le diacritique suscrit au-dessus de la lettre peut avoir la forme d’un petit hamza ou la forme d’une petit kāf ouvert suscrit (comme sur la lettre kāf ‹ ك ›).
Dans sa grammaire pachto de 1873, Ernst Trumpp (en) a proposé d’utiliser la lettre hah deux points suscrits ‹ ڂ › pour noter la consonne affriquée alvéolaire voisée [dz] pour la distinguer de la consonne affriquée alvéolaire sourde [ts], toutes deux étant conventionnellement écrites avec la lettre tsé ‹ څ › à l’époque.
La lettre dze est introduite en 1936 quand des modifications sont faites à l’alphabet pachto quand la langue est adoptée comme langue officielle de l’Afghanistan.